# Satellite temporaneo
Un satellite temporaneo è un oggetto astronomico che è stato catturato dal campo gravitazionale di un pianeta e che ne è diventato un satellite naturale, ma che a differenza delle lune irregolari dei grandi pianeti del sistema solare esterno, alla fine lascerà la sua orbita attorno al pianeta oppure entrerà in collisione con esso. Gli unici esempi osservati sono 2006 RH120, un satellite temporaneo della Terra per dodici mesi da luglio 2006 a luglio 2007, e 2020 CD3, che è stato scoperto nel 2020. Anche alcune sonde spaziali o razzi defunti sono stati osservati su orbite temporanee.
In astrofisica, un satellite temporaneo è qualsiasi corpo che entri nella sfera di Hill di un pianeta a una velocità sufficientemente bassa da rimanere gravitazionalmente legato al pianeta per un certo periodo di tempo.

## Cattura degli asteroidi
La dinamica della cattura degli asteroidi da parte della Terra è stata esplorata in simulazioni condotte su un supercomputer, con risultati pubblicati nel 2012. Dei 10 milioni di asteroidi near-Earth virtuali, 18.000 sono stati temporaneamente catturati. La Terra ha almeno un satellite temporaneo di 1 m di diametro in un dato momento, ma sono troppo deboli per essere rilevati con gli strumenti attuali.
Secondo le simulazioni, i satelliti temporanei vengono tipicamente catturati e rilasciati quando transitano per uno dei due punti di equilibrio gravitazionale del sistema composto dal Sole e dal pianeta lungo la linea che li congiunge, i due punti lagrangiani L1 e L2. Gli asteroidi catturati solitamente hanno orbite molto simili a quelle del pianeta (configurazione co-orbitale) e vengono catturati più spesso quando il pianeta è più vicino al Sole (nel caso della Terra, a gennaio) o più lontano dal Sole (per la Terra in luglio).
In senso stretto, solo i corpi che completano interamente un'orbita attorno a un pianeta sono considerati satelliti temporanei, chiamati anche "orbitanti catturati temporaneamente" (TCO, dall'inglese temporarily captured orbiters). Tuttavia, gli asteroidi che non si trovano in una stretta configurazione coorbitale con un pianeta possono essere temporaneamente catturati per meno di un'orbita completa; tali oggetti sono stati denominati "sorvolanti catturati temporaneamente" (TCF, da temporarily-captured fly-bys). In uno studio del 2017, follow-up di un altro studio simulato del 2012 che considerava anche un modello migliorato delle popolazioni di asteroidi near-Earth, il 40% degli oggetti catturati erano TCF. Il numero combinato di TCO/TCF è risultato inferiore rispetto allo studio precedente e la dimensione massima degli oggetti che ci si può aspettare orbitino attorno alla Terra in un dato momento risultava di 0,8 m. In un altro studio del 2017 basato su simulazioni con un milione di asteroidi coorbitali virtuali, lo 0,36% è stato temporaneamente catturato.

## Esempi
A febbraio 2020, due oggetti sono stati osservati mentre erano satelliti temporanei della Terra: 2006 RH120 e 2020 CD3. Secondo i calcoli orbitali, sulla sua orbita solare, RH120 passa passa vicino alla Terra a bassa velocità ogni 20-21 anni, e a quel punto può diventare di nuovo un satellite temporaneo.
A partire da marzo 2018, c'è un esempio confermato di un asteroide catturato temporaneamente, 1991 VG. Questo asteroide è stato osservato per un mese dopo la sua scoperta nel novembre 1991, poi di nuovo nell'aprile 1992, dopodiché non è stato più visto fino a maggio 2017. Dopo essere stato riscoperto, i calcoli orbitali hanno confermato che 1991 VG era stato un satellite temporaneo della Terra nel febbraio 1992. Un altro episodio di cattura temporanea è stato sperimentato dall'asteroide 2022 NX1 che potrebbe tornare a essere un mini-satellite del nostro pianeta nel dicembre 2051.
| Nome                         | Eccentricità | Diametro (m) | Scopritore                        | Data della scoperta | Tipo (storico)                       | Tipo (attuale)                       |
| ---------------------------- | ------------ | ------------ | --------------------------------- | ------------------- | ------------------------------------ | ------------------------------------ |
| Luna                         | 0,055        | 3474800      | ?                                 | Preistoria          | satellite naturale                   | satellite naturale                   |
| 1913 Great Meteor Procession | ?            | ?            | ?                                 | 1913-02-09          | possibile satellite temporaneo       | distrutto                            |
| 3753 Cruithne                | 0,515        | 5000         | Duncan Waldron                    | 1986-10-10          | quasi-satellite                      | orbita a ferro di cavallo            |
| 1991 VG                      | 0,053        | 5–12         | Spacewatch                        | 1991-11-06          | satellite temporaneo                 | asteroide Apollo                     |
| (85770) 1998 UP1             | 0,345        | 210–470      | Lincoln Lab's ETS                 | 1998-10-18          | orbita a ferro di cavallo            | orbita a ferro di cavallo            |
| 54509 YORP                   | 0,230        | 124          | Lincoln Lab's ETS                 | 2000-08-03          | orbita a ferro di cavallo            | orbita a ferro di cavallo            |
| 2001 GO2                     | 0,168        | 35–85        | Lincoln Lab's ETS                 | 2001-04-13          | possibile orbita a ferro di cavallo  | possibile orbita a ferro di cavallo  |
| 2002 AA29                    | 0,013        | 20–100       | LINEAR                            | 2002-01-09          | quasi-satellite                      | orbita a ferro di cavallo            |
| 2003 YN107                   | 0,014        | 10–30        | LINEAR                            | 2003-12-20          | quasi-satellite                      | orbita a ferro di cavallo            |
| (164207) 2004 GU9            | 0,136        | 160–360      | LINEAR                            | 2004-04-13          | quasi-satellite                      | quasi-satellite                      |
| (277810) 2006 FV35           | 0,377        | 140–320      | Spacewatch                        | 2006-03-29          | quasi-satellite                      | quasi-satellite                      |
| 2006 JY26                    | 0,083        | 6–13         | Catalina Sky Survey               | 2006-05-06          | orbita a ferro di cavallo            | orbita a ferro di cavallo            |
| 2006 RH120                   | 0,024        | 2–3          | Catalina Sky Survey               | 2006-09-13          | satellite temporaneo                 | asteroide Apollo                     |
| (419624) 2010 SO16           | 0,075        | 357          | WISE                              | 2010-09-17          | orbita a ferro di cavallo            | orbita a ferro di cavallo            |
| 2010 TK7                     | 0,191        | 150–500      | WISE                              | 2010-10-01          | troiano della Terra                  | troiano della Terra                  |
| 2013 BS45                    | 0,083        | 20–40        | Spacewatch                        | 2010-01-20          | orbita a ferro di cavallo            | orbita a ferro di cavallo            |
| 2013 LX28                    | 0,452        | 130–300      | Pan-STARRS                        | 2013-06-12          | quasi-satellite temporaneo           | quasi-satellite temporaneo           |
| 2014 OL339                   | 0,461        | 70–160       | EURONEAR                          | 2014-07-29          | quasi-satellite temporaneo           | quasi-satellite temporaneo           |
| 2015 SO2                     | 0,108        | 50–110       | Osservatorio di Montenero d'Idria | 2015-09-21          | quasi-satellite                      | orbita a ferro di cavallo temporanea |
| 2015 XX169                   | 0,184        | 9–22         | Mount Lemmon Survey               | 2015-12-09          | orbita a ferro di cavallo temporanea | orbita a ferro di cavallo temporanea |
| 2015 YA                      | 0,279        | 9–22         | Catalina Sky Survey               | 2015-12-16          | orbita a ferro di cavallo temporanea | Orbita a ferro di cavallo temporanea |
| 2015 YQ1                     | 0,404        | 7–16         | Mount Lemmon Survey               | 2015-12-19          | orbita a ferro di cavallo temporanea | orbita a ferro di cavallo temporanea |
| 469219 Kamoʻoalewa           | 0,104        | 40-100       | Pan-STARRS                        | 2016-04-27          | quasi-satellite stable               | quasi-satellite stable               |
| DN16082203                   | ?            | ?            | Desert Fireball Network           | 2016-08-22          | possibile satellite temporaneo       | distrutto                            |
| 2020 CD3                     | 0,017        | 1–6          | Mount Lemmon Survey               | 2020-02-15          | satellite temporaneo                 | satellite temporaneo                 |
| 2020 PN1                     | 0,127        | 10–50        | ATLAS-HKO                         | 2020-08-12          | orbita a ferro di cavallo temporanea | orbita a ferro di cavallo temporanea |
| 2020 PP1                     | 0,074        | 10–20        | Pan-STARRS                        | 2020-08-12          | quasi-satellite stable               | quasi-satellite stable               |
| 2020 XL5                     | 0,387        | 1100-1260    | Pan-STARRS                        | 2020-12-12          | troiano della Terra                  | troiano della Terra                  |
| 2022 NX1                     | 0,025        | 5-15         | Moonbase South Observatory        | 2020-07-02          | satellite temporaneo                 | asteroide Apollo                     |
| 2023 FW13                    | 0,177        | 10-20        | Pan-STARRS                        | 2023-03-28          | quasi-satellite                      | quasi-satellite                      |

Legenda:
     Satelliti naturali
     Satelliti temporanei
     Quasi-satelliti
     orbita a ferro di cavallo
     Troiani della Terra

## Oggetti artificiali in orbite satellitari temporanee
Capita anche che la Terra catturi temporaneamente stadi superiori di razzi esauriti o sonde spaziali che percorrono altrimenti orbite eliocentriche; quando ciò viene a verificarsi, gli astronomi possono non avere elementi per identificare immediatamente la natura artificiale dell'oggetto. La possibilità di un'origine artificiale è stata presa in considerazione sia per 2006 RH120 osservato nel 2006, sia per 1991 VG.
In altri casi, invece, è stato possibile confermare l'origine artificiale dell'oggetto osservato. Nel settembre 2002, gli astronomi trovarono un oggetto designato J002E3. L'oggetto era in un'orbita satellitare temporanea attorno alla Terra, lasciandola per un'orbita eliocentrica nel giugno 2003. I calcoli hanno mostrato che era anche in un'orbita solare prima del 2002, ma era vicino alla Terra nel 1971. J002E3 è stato identificato come il terzo stadio del Saturn V che trasportò l'Apollo 12 sulla Luna. Nel 2006, un oggetto designato 6Q0B44E fu scoperto in un'orbita satellitare temporanea e, sebbene la sua natura artificiale sia stata successivamente confermata, la sua identità è sconosciuta. Un altro satellite temporale artificiale confermato è 2013 QW1, che si è rivelato essere uno stadio del razzo cinese della missione Chang'e 2.